# Noora Niasari
Pour les articles homonymes, voir Niasari.
Noora Niasari, née à Téhéran (Iran), est une réalisatrice et scénariste irano-australienne.
Elle s'est établie à Melbourne (Australie).

## Filmographie partielle

### Au cinéma (scénario et réalisation)
- 2009 :  Vehicles of Memory  (court-métrage)
- 2011 :  Beirut, Under the Bridge  (court-métrage)
- 2013 :  17 Years and a Day  (court-métrage)
- 2014 :  The Guard  (court-métrage)
- 2015 :  High Tide  (court-métrage)
- 2015 :  Simorgh  (court-métrage)
- 2017 :  Waterfall  (court-métrage)
- 2017 :  Antunez House (documentaire)
- 2020 :  Tâm  (court-métrage)
- 2023 :  Shayda

### À la télévision (scénario)
- 2020 :  The Heights  (série télévisée, 1 épisode)

## Récompenses et distinctions
- (en) Noora Niasari: Awards, sur l'Internet Movie Database